# أمبروسدن
أمبروسدن هي قرية وأبرشية مدنية في شيرويل أوكسفوردشاير إنجلترا على بعد 3 أميال (5 كم) جنوب غرب بيسستر  و13 ميلاً (21 كم) من أكسفورد، سجل تعداد 2011 أن عدد السكان كان 2248، يحد البلدة من الجنوب نهر راي ومن الغرب رافده نهر بوري ومن الشمال ضواحي بيسستر ومن الشرق حدودها الميدانية.
تقع القرية على بعد ميلين (3 كم) شرق مدينة ألشيستر الرومانية، يوجد في أمبروسدن كنيسة أبرشية تابعة لكنيسة إنجلترا ومنزل عام، منذ الحرب العالمية الثانية قامت أمبروسدن بإيواء أفراد الجيش البريطاني المتمركزين في ثكنات سانت جورج التي تقع في أرنكوت على بعد حوالي 2.4 كم جنوب أمبروسدن، قامت وزارة الدفاع ببناء العديد من المنازل الجديدة في أمبروسدن في أوائل الخمسينيات من القرن الماضي.

## الجغرافيا
تقع أمبروسدن على بعد حوالي 3 أميال (5 كم) جنوب شرق بيسستر (أقرب محطة سكة حديد) متصلة بالطريق A41.
في عام 1932 تمت إضافة مزارع لانجفورد وريتشويك وميدل وريتشويك إلى أمبروسدن، كانت بلدتا بلاكثورن وأرنكوت جزءًا من أرنكوت ولكن في القرن العشرين تم فصلهما لتشكيل أبرشيات منفصلة، يبلغ عرض أبرشية أمبروسدن الحالية حوالي 2 ميل (3 كم) من الشمال والجنوب والشرق والغرب.

## الاسم الجغرافي
في القرن التاسع عشر كان يُعتقد أن الاسم جاء من مشتق ضئيل لاسم قائد بريطاني من أصل روماني في القرن الخامس (أمبروسيوس) وأن القائد قد نزل بالقرب من موقع أمبروسدن الحالي لمساعدة الجيران.

## علم الآثار
تم العثور على الفخار الروماني في المنطقة، عندما كان الباحث وعالم الآثار وايت كينيت نائبًا عن أمبروسدن (من 1685 إلى 1708) كما تم العثور على بقايا دنماركية قديمة في القرية.

## التاريخ الاقتصادي والاجتماعي
يوجد سجل لطاحونة هوائية في أمبروسدن في عام 1300، تسجل وثيقة من عام 1633 حقل طاحونة وطاحونة هوائية، تمت زراعة أمبروسدن بواسطة نظام الحقول المفتوحة حتى القرن السابع عشر على الأقل.
في عام 1741 قام السير إدوارد تورنر ببناء طريق جديد بين أمبروسدن وميرتون، كان ينوي إكمال الطريق للاتصال في نهاية المطاف بأكسفورد لكن ما تبقى من المشروع لم يكتمل أبدًا، يشتمل الطريق على امتداد مستقيم تمامًا يبلغ حوالي 2.4 كم ويمتد بشكل عام عبر مستوى الأرض على الرغم من أن مساره يتموج على فترات منتظمة ويهدف إلى استخدام الجاذبية لمساعدة حيوانات الجر على سحب المركبات.
في يناير 1764 حملت بارجة واحدة بشكل تجريبي حمولة واحدة من الفحم من نهر التايمز في أكسفورد حتى نهر شيرويل إلى إيسليب ومن ثم صعود المسار القديم لنهر راي إلى أرنكوت، تم إنزال الفحم في جسر أرنكوت وتم تسليمه من هناك بعربات يد إلى السير إدوارد تورنر البارونيت الثاني في أمبروسدن هاوس، ومع ذلك يبدو أن التجربة لم تتكرر ولم تؤسس تجارة شحن منتظمة على النهر، وفي عام 1811 كان عدد سكان القرية 140 نسمة فقط وفي عام 1815 تم تقييم قيمة العقار السنوية بمبلغ 1240 جنيهًا إسترلينيًا، ثم ضمت القرية ثلاث بلدات: أمبروسدن وأرنكوت وبلاكثورن.
أمبروسدن أولد بارك حيث تم هدم منزل أمبروسدن كان يستخدم أحيانًا لسباق الخيل.
في عام 1829 اشتكت مجلة أكسفورد لجاكسون من أن اجتماعًا عرقيًا في المتنزه جذب ألف «عاطل عن العمل» يتميزون بـ «البلادة والغباء» وشابهم «القتال الوحشي والمخزي» على الرغم من وجود العديد من أعضاء طبقة النبلاء.
تم افتتاح مدرسة أبرشية في أمبروسدن عام 1818 ولكن يبدو أنها توقفت عن العمل بحلول عام 1854، تم إنشاء مدرسة مؤقتة في القرية عام 1868 وتم الانتهاء من مبنى مدرسة القرية الدائم على الطراز القوطي وتم افتتاحه في عام 1876، في عام 1952 كان في المدرسة الابتدائية 194 تلميذًا بما في ذلك أطفال من منطقة الإسكان التابعة لإدارة الحرب، في الجزء الأخير من القرن العشرين تم نقل المدرسة إلى مبنى جديد.
تم بناء خط أكسفورد وبلتشلي للسكك الحديدية في باكينغهامشير عبر الزاوية الشمالية الغربية للقرية وافتتح في عام 1851، عملت سكة حديد لندن والشمال الغربي على تشغيل سكة حديدباكينغهامشير منذ افتتاحها واستوعبت الشركة في عام 1879، هذا الجزء من سكة حديد باكينغهامشير هو الآن خط أكسفورد إلى بيسستر الذي تديره حاليًا شركة شيلتير للسكك الحديدية.
تم إدخال الكهرباء الرئيسية في عام 1935.

## وسائل الراحة
تشمل وسائل الراحة مكتب بريد وقاعة القرية (المدرسة السابقة) والمدرسة الابتدائية الحالية، تضم القرية أيضًا صالونًا لتصفيف الشعر ومرآبًا ومتجرًا للحرف اليدوية.
1. ↑  United Kingdom Census 2011، QID:Q855531
2. ↑  "Parish Profiles". United Kingdom Census 2021 (بالإنجليزية البريطانية). Office for National Statistics. Retrieved 2024-08-05.
3. ↑  GeoNames (بالإنجليزية), 2005, QID:Q830106
4. ↑  Ridgway، Jim؛ Nicholson، James؛ Sutherland، Sinclair؛ Hedger، Spencer (30 ديسمبر 2015). "Strategies for public engagement with official statistics" (PDF). Advances in Statistics Education: Developments, Experiences, and Assessments IASE Satellite. International Association for Statistical Education. DOI:10.52041/srap.15404. مؤرشف من الأصل في 2022-09-27.